# Мост короля Людовика Святого (фильм, 2004)
«Мост короля́ Людо́вика Свято́го» (англ. The Bridge of San Luis Rey) — фильм британского режиссёра Мэри Макгакиан, снятый на основе одноимённого романа Торнтона Уайлдера. Фильм создан в 2004 году интернациональной группой кинематографистов из Франции, Испании, Великобритании и США. Натурные съёмки проводились в горах Андалусии и Кастилии (Испания).

## Сюжет
Перу, XVIII век. В Андах обрывается подвесной мост, высокопарно называемый мостом короля Людовика Святого. В трагедии погибают пять человек. Кто они? За что Бог прервал их мирское существование? Какая последняя капля нарушила баланс Его терпения? Эти вопросы задаёт себе свидетель обрушения — монах-францисканец брат Юнипер (Бирн). В своих странствиях монах ищет земные следы тех, Пятерых. Их судьбы переплетаются и разбегаются, как лианы в Сельве, захватывая новых участников. Вице-король Перу (Эбрахам) и его любовница актриса Перикола (исп. La Perricholi), ранее первая красавица, изуродованная оспой и удалившаяся в монастырь (Лопес де Айала); их незаконнорождённый сын и усыновивший его директор бродячего театра Дядя Пио (Кейтель); схожие, как капли, немые близнецы (Марк и Михаель Полиш) и совершенно разные тучная маркиза (Бейтс) и аскетичная аббатиса (Чаплин). Буква за буквой рождается книга странствующего монаха.
Книгу — в огонь, автора — на костёр. Приговор архиепископа Лимы (Де Ниро) скор и однозначен. Так ли опасно для веры исследование одинокого монаха, тем более в глазах такого просвещённого духовного наставника, или брат Юнипер слишком далеко проник в мирские тайны Великих? Чуда не произойдёт, развязка фильма трагична. Границы допустимого поиска Божьего Промысла устанавливаются на земле.

## Историческая и литературная основа
Общей основой, в некоторой части, для создания литературного и кинематографического произведения послужила история перуанской актрисы и певицы Микаэлы Вильегас (в фильме — Камилы Вильегас). Вице-король Перу Мануэль де Амат-и-Хуньент действительно состоял с ней в любовной связи, хотя разница в возрасте у них была подлинно драматической — более 40 лет. После истечения полномочий её любовника и отплытия его в Испанию, она не удалялась в монастырь. Вплоть до своей смерти в 1819 году она жила безбедно, занималась администрированием театра и благотворительностью.
События эти, происходившие в действительности на полвека позже, чем отражено в фильме, послужили основой таких художественных произведений, как комедия «Карета святых даров» Проспера Мериме и оперетты «Перикола» Жака Оффенбаха.
Роман Торнтона Уайлдера «Мост короля Людовика Святого», лауреат Пулитцеровской премии 1928 года, дважды экранизировался под авторским названием: в 1929 и в 1944 году.

## В ролях
| Актёр                | Роль             |
| -------------------- | ---------------- |
| Ф. Мюррей Абрахам    | вице-король Перу |
| Гэбриэл Бирн         | брат Юнипер      |
| Кэти Бейтс           | маркиза          |
| Харви Кейтель        | дядя Пио         |
| Пилар Лопес де Айала | Перикола         |
| Джеральдина Чаплин   | аббатиса         |
| Роберт Де Ниро       | архиепископ Лимы |
| Джим Шеридан         | король Испании   |

## Съёмочная группа
В международном коллективе кинематографистов, создавших фильм, следует специально упомянуть:
- Хавьер Агирресаробе (Испания) — оператор, шестикратный лауреат премии Гойя, работавший в разные годы в соавторстве с Милошем Форманом, Педро Альмодоваром, Вуди Алленом;
- Лало Шифрин (Аргентина) — джазовый пианист (в том числе в квартете Диззи Гиллеспи) и композитор, создавший музыку более, чем к 100 фильмам.

## Награды
Премия Гойя за 2004 год в номинации «Лучший дизайн костюмов»

## Критика
Критика резко негативна. Стэфан Холден в статье «Звёзды теряют блеск в древнем Перу» (Нью-Йорк Таймс от 10 июня 2005 г.) пишет «Насколько плох может быть фильм, в котором заняты такие выдающиеся таланты… Очень плох, увы. „Мост короля Людовика Святого“, визуальная картина которого сравнима с полотнами Веласкеса, выглядит дороже, чем того стоит. Фильм погубило слепое почитание его (литературного) первоисточника. Всё лучшее похоронено под тоннами дорогих костюмов». Рафаель Жульен, редактор медиаресурса Abus de ciné в критическом обзоре подчёркивает, что хорошая игра Кейтеля и Эбрахама, а также несколько красивых костюмов не могут подменить «порочный вакуум, заполняющий ленту с первой минуты».